# Kalkskyende
Kalkskyende kallas en växt som trivs bäst i kemiskt något sur jord, d.v.s. pH mindre än 7. (Sur ska här inte feltolkas som våt, fuktig!) Kalk är basiskt och höjer pH-värdet. pH-värdet i trädgården kan sänkas genom tillförsel av torv, som är naturligt något sur (lågt pH-värde).
Exempel på kalkskyende växter är rhododendron och fläckmalva.